# Contarinia cockerelli
Contarinia cockerelli är en tvåvingeart som först beskrevs av Ephraim Porter Felt 1918.  Contarinia cockerelli ingår i släktet Contarinia och familjen gallmyggor. Inga underarter finns listade i Catalogue of Life.